# Jeff Ballard
Jeff Ballard (Santa Cruz, 17 settembre 1963) è un batterista statunitense.

## Biografia
Nato a cresciuto a Santa Cruz (California), incontra la musica grazie ai dischi del padre, batterista ai tempi del servizio militare, appassionato di jazz e delle big band di Count Basie, Duke Ellington, di Oscar Peterson, e della musica brasiliana di Sérgio Mendes.
Prende le prime lezioni di batteria a quattordici anni e prima di finire la high school suona già nella big band del Cabrillo College, dove poi studierà teoria musicale con il trombettista Ray Brown. Nello stesso periodo fa le prime esperienze anche in altri formazioni dell'area, avvicinandosi a stili musicali diversi e suonando spesso con i fratelli Grenadier (Phil, Steve e il contrabbassista Larry, conosciuto in un camp di Jamey Aebersold), col sassofonista Harvey Wainapel e il pianista Smith Dobson.
Trasferitosi nel 1986 a San Francisco, nel 1988 entra nell'orchestra di Ray Charles, con cui gira il mondo in lunghe tournée di otto mesi all'anno. Dopo tre anni chiude l'esperienza per stabilirsi a New York, dove incontra e suona con alcuni dei migliori jazzisti della sua generazione, tra cui Kurt Rosenwinkel, Mark Turner, Brad Mehldau, Avishai Cohen, Guillermo Klein, Larry Grenadier e Ben Allison.
Nel 1999 inizia una collaborazione col pianista Chick Corea, suonando per sei anni nel sestetto Origin, con cui registra anche un disco con la London Symphony Orchestra, e nel New Trio, dove è affiancato dal contrabbassista Avishai Cohen.
Nella sua carriera ha suonato e registrato, tra gli altri, con Eddie Harris, Bobby Hutcherson, Buddy Montgomery, Lou Donaldson, Maria Schneider, Diane Schuur, Mike Stern, Danilo Pérez, Gary Burton, Pat Metheny, Joshua Redman, Enrico Rava, Stefano Bollani, Stefano Di Battista, Michel Portal. Nel 2012 ha fatto parte del SFJazzCollective.
Nel 2005 entra nel Brad Mehldau Trio, con cui ha inciso sei album (2005-2018) e due dischi in cui figura anche Pat Metheny (entrambi del 2005). Con Larry Grenadier e col sassofonista Mark Turner è co-leader del collettivo FLY, con cui ha inciso tre album (2004, 2009, 2012).
Nel 2014 esce il primo album del suo trio, Time's Tales, con il chitarrista Lionel Loueke e il sassofonista Miguel Zenon. Fairgrounds, il secondo album da leader, esce nel gennaio 2019, sempre con Loueke e con i pianisti Kevin Hays e Pete Rende, Reid Anderson all'elettronica e, come ospiti, i sassofonisti Mark Turner e Chris Cheek.